# 티나 트르스테냐크
티나 트르스테냐크(슬로베니아어: Tina Trstenjak, 1990년 8월 24일~)는 슬로베니아의 유도 선수이다. 2016년 하계 올림픽에서 여자 하프미들급 금메달을 획득하였으며, 2020년 하계 올림픽에서는 은메달을 획득했다.